# Castillo de Sekiyado

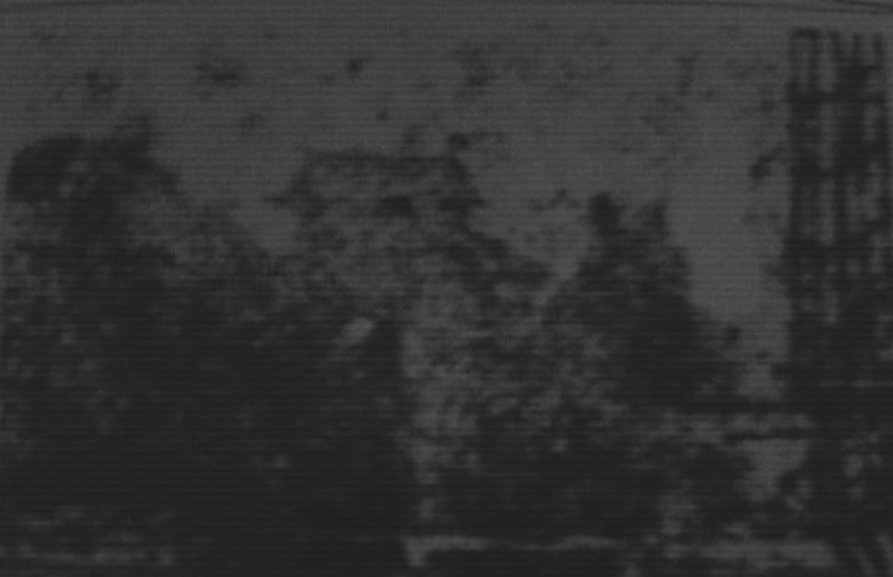
El castillo de Sekiyado circa 1870

El castillo de Sekiyado  (関宿城 Sekiyado-jō) fue un castillo japonés que se encontraba en Noda, en la Prefectura de Chiba, Japón. A finales del periodo Edo, el castillo de Sekiyado fue la sede de los daimios del clan Kuze del Dominio de Sekiyado. 

## Historia
Sekiyado se encontraba en la confluencia de los ríos Tone y Edogawa, y ocupaba, por tanto, una posición estratégica para el control del tráfico fluvial del norte de la región de Kantō, así como de las rutas nororientales hacia Edo. A principios del periodo Muromachi fue construida una fortificación, bien por Yadoya Mitsusuke (1395-1438), bien por Yadoya Shigesuke (?-1512). Fue destruida durante una campaña del clan Go-Hōjō de Odawara que tenía el objetivo de conquistar la región de Kantō (1565-1574).
Tras la caída del clan Hōjō después de la batalla de Odawara, fueron sustituidos en la región de Kantō por Tokugawa Ieyasu. Este apreció la importancia estratégica del lugar para la defensa de Edo, y envió a su hermano, Matsudaira Yasumoto, a Sekiyado, quien modernizó el castillo el año 1590. El castillo constó de torre del homenaje, pero cuando esta se perdió, fue sustituida por una nueva que era una copia de la Fujimi Yagura del castillo de Edo (1671) de un tamaño inferior. 
En 1654, durante el shogunato Tokugawa, el curso del río Tone fue desviado para prevenir que Edo fuera inundada. La desembocadura del río Tone se desplazó de la bahía de Edo al norte de la península de Bōsō, lo que dificultó notablemente el transporte fluvial. El daimio del Dominio de Sekiyado, Itakura Shigetsune, aprovechó dicha circunstancia para construir un canal que unía los ríos Tone y Edogawa en Sekiyado, lo que reducía notablemente el viaje, e incrementaba los ingresos de su dominio.
El shogunato apreció la potencialidad del canal y estableció un puesto para controlar el tráfico fluvial, al tiempo que enviaban al clan Kuze a gobernar la región (1705), puesto que ocuparían durante ocho generaciones hasta la restauración Meiji.
Durante la restauración Meiji, el nuevo gobierno ordenó la destrucción de todas las antiguas fortificaciones feudales. Los edificios exteriores del castillo ya se habían perdido en un incendio el año 1870 y, de acuerdo con las nuevas directivas,  las estructuras restantes fueron abandonadas en 1872 y demolidas hacia 1875.

### El castillo hoy
Sólo una puerta sobrevivió, pero no en su emplazamiento original. Además, durante la construcción de un dique a lo largo de los ríos Tone y Edogawa, se perdieron las ruinas del castillo.
La moderna torre del homenaje es una reconstrucción del año 1995, levantada para fomentar el turismo y para ejercer de anexo del Museo del Castillo de Sekiyado. No obstante, los edificios reconstruidos no se encuentran en su ubicación original ni son históricamente precisos, ya que han sido creados basándose en modelos estereotípicos de otros castillos.